# Xolmis
Xolmis – rodzaj ptaków z podrodziny wodopławików (Fluvicolinae) w rodzinie tyrankowatych (Tyrannidae).

## Występowanie
Rodzaj obejmuje gatunki występujące w Ameryce Południowej

## Morfologia
Długość ciała 16,5–23 cm; masa ciała 50–61 g.

## Systematyka

### Etymologia
- Xolmis: etymologia nazwy rodzajowej Xolmis jest niejasna. Opis z 1826 roku mówi o greckim słowie Ξολμις (Xolmis), którego istnienie nie jest jednak pewne. W publikacji wydanej pośmiertnie w 1651 roku Hernández opisał ptaka o nazwie Xomotl (być może rodzaj jakiejś kaczki), którego opis pokrywa się z wyglądem mniszka białego; możliwe, że nazwa rodzajowa Xolmis to zniekształcenie tego słowa. W języku ludu Guarani nie odnotowano słowa brzmiącego podobnie do tej nazwy[5].
- Hemipenthica: gr. ἡμι- hēmi- „pół-”, od ἡμισυς hēmisus „połowa”; πενθικος penthikos „smutny, w żałobie” (tj. czarny), od πενθεω pentheō „opłakiwać”[6]. Gatunek typowy: Tyrannus irupero Vieillot, 1823.

### Podział systematyczny
Do rodzaju należą następujące gatunki:
- Xolmis irupero (Vieillot, 1823) – mniszek biały
- Xolmis velatus (M.H.C. Lichtenstein, 1823) – mniszek białorzytny